# Entalpie de topire
Entalpia de topire a unei substanțe chimice, de asemenea cunoscută sub numele de căldură latentă de topire, reprezintă cantitatea de energie necesară pentru transformarea unui mol din substanța respectivă, care se află la punctul de topire, din starea de solid în starea de lichid. De exemplu, la topirea unui kg de gheață (la 0°C și la diferite presiuni), 333,55 kJ de energie sunt absorbiți fără schimb de temperatură.